# 乱歩せんべい「二銭銅貨」
乱歩せんべい「二銭銅貨」（らんぽせんべいにせんどうか）は、三重県名張市の焼き菓子である。その名の通り、名張市出身の作家、江戸川乱歩と処女作「二銭銅貨」が語源となっている。
名張市内の菓子店「山本松寿堂」が生産販売している。

## 概要
玉子せんべいより軽い口当たりでクッキーのような食感である。菓子の表面に「二銭銅貨」と書かれている。

## 類似商品
- 乱歩パイ[3]